# アレクサンダル・コヴァチェヴィッチ
アレクサンダル・コヴァチェヴィッチ（セルビア語: Александар Ковачевић, Aleksandar Kovačević、1992年1月9日 - ）は、セルビアのサッカー選手。ポジションはMF。

## クラブ歴
レッドスター・ベオグラードの下部組織出身でトップチームに昇格。FKソポトへの期限付き移籍を経て、FKスパルタク・ズラティボール・ヴォーダに完全移籍。しかし2013年に再びレッドスター・ベオグラードに移籍した。
2015年にエクストラクラサのレヒア・グダニスクに完全移籍。2017年には期限付き移籍でシロンスク・ヴロツワフにも在籍した。
2017年にエリテセリエンのFKハウゲスンに完全移籍したが、チームに合わず、2018年夏にギリシャ・スーパーリーグのクサンティFCに移籍。

## 代表歴
U-21代表としてUEFA U-21欧州選手権2015に参加した。